# سوزانه فون بورژودی
سوزانه فون بورژودی (آلمانی: Suzanne von Borsody؛ زادهٔ ۲۳ سپتامبر ۱۹۵۷) صداپیشه و بازیگر اهل آلمان است.
از فیلم‌ها یا برنامه‌های تلویزیونی که وی در آن نقش داشته‌است می‌توان به بدو لولا بدو، عدالت اشاره کرد.